# Схвиторі
Схвиторі (груз. სხვიტორი) — село в Грузії.
За даними перепису населення 2014 року в селі проживає 815 осіб.